# Wikingergrab von Ridgeway Hill
Das Wikingergrab von Ridgeway Hill ist ein historisches Massengrab in Weymouth in der Grafschaft Dorset im Vereinigten Königreich. Im Juni 2009 fanden Archäologen von Oxford Archaeology die Skelette von 54 Personen, welche enthauptet und wahllos in eine Grabgrube geworfen worden waren. Die Schädel von 52 Individuen waren am Rand des Grabs zu einem Haufen abgelegt. Das Grab wird auf die Zeit zwischen 970 und 1025 datiert. Forensische Analysen zeigten, dass die Toten skandinavischer Abstammung sind. Somit handelt es sich bei den Hingerichteten wahrscheinlich um Wikinger, welche im Konflikt mit der angelsächsischen Bevölkerung ums Leben gekommen waren.

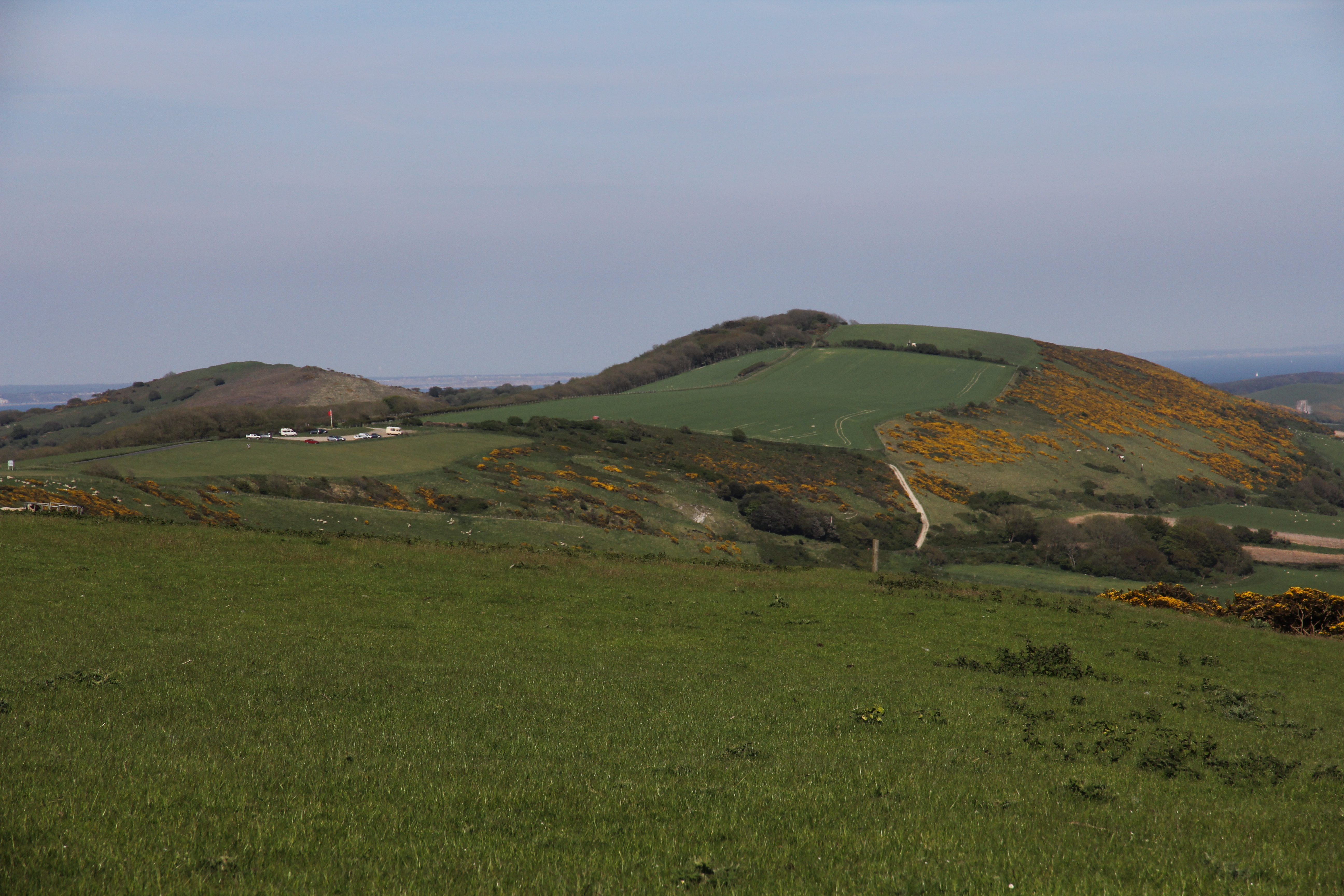
Ridgeway Hill

## Fundsituation
Die Region um Weymouth ist reich an unterschiedlichen archäologischen Fundplätzen, die zeitlich von der Jungsteinzeit bis in die frühe Neuzeit reichen. Zwei Kilometer südöstlich liegt die eisenzeitliche Bergfestung von Maiden Castle, nordöstlich davon die ebenfalls eisenzeitliche Bergfestung Chalbury Hill Fort sowie der bronzezeitliche Friedhof von Rimbury Urnfield. Deshalb wird die geplante Trasse der Weymouth Relief Road schon seit 2003 durch Wessex Archaeology wissenschaftlich erforscht.
Ab September 2008 wurden entlang der geplanten Neuführung der Straße A345 begleitend zu den Bauarbeiten archäologische Ausgrabungen durchgeführt. Die Straße verbindet Weymouth mit der Isle of Portland. Der Fundort wurde über einen Zeitraum von 3 Monaten vollständig archäologisch ergraben. Es lag eine unregelmäßig-ovale Grube vor, die in Nord-Süd-Richtung 7 m und in westöstlicher Richtung 6,8 m im Durchmesser betrug. Grund und Seitenwände waren konkav und unregelmäßig. Die Tiefe betrug ursprünglich maximal 1,66 m. Zur Zeit der Anlage des Massengrabs war sie durch natürliche Verwitterung auf etwa 0,75 m aufgefüllt.
Die Fundsituation war äußerst komplex, da die enthaupteten Körper wahllos übereinander geworfen waren. Die gesamte Grabstätte wurde zwei- und dreidimensional erfasst, die exakte Zahl der Toten konnte erst im Forschungslabor ermittelt werden. Hierfür bediente man sich Methoden, die für die Ausgrabung moderner Massengräber entwickelt worden waren. 
Gefunden wurden 54 Skelette ausschließlich von Männern, meist zwischen 16 und 25 Jahren, einige wenige Individuen waren um die 50 Jahre alt. Sie waren alle zur gleichen Zeit mit einer scharfen Waffe getötet worden, wahrscheinlich mit einem Schwert. Es fanden sich keine Spuren von Kleidung, persönlichen Gegenständen oder Grabbeigaben. Die Toten waren in einen aufgelassenen römischen Steinbruch geworfen worden, es wurde nicht eigens eine Grube für sie ausgehoben.

## Analyse
Mittels der Radiokarbonmethode wurden die Skelette auf die Zeit zwischen 970 und 1025 datiert. Die Isotopenuntersuchung der Zähne von 10 Individuen ergab, dass diese Menschen aus Skandinavien stammten, ein Individuum sogar von nördlich des Polarkreises. Die chemische Analyse der Knochen zeigte, dass sich die Gruppe aus Menschen verschiedener geografischer Regionen Nordeuropas zusammensetzte: Skandinavien, Nordisland, dem Baltikum, Belarus und Russland. Das physische Erscheinungsbild der Personen ähnelte dem gleichzeitig in Skandinavien Lebender. Mehrheitlich hatten sie sich in den letzten Jahren vor ihrem Tod nicht auf der britischen Insel aufgehalten. Ein Mann hatte Rillen in seine vorderen Schneidezähne gefeilt, wie man es aus skandinavischen Gräbern kennt.
Die Männer wurden zu ein und derselben Zeit begraben und waren offenbar kurz vorher in unmittelbarer Nähe hingerichtet worden. Sie trugen keine Kleider und waren wohl nicht gefesselt. Die exponierte Lage des Grabs in der Nähe der römischen Straße, auf dem Scheitelpunkt des Ridgeway Hill und in Sichtweite der Wallanlagen von Maiden Castle legt nahe, dass die Hinrichtung ein öffentliches Ereignis war. Nachdem mehr Körper als Schädel gefunden worden waren, vermuten die Ausgräber, dass einige Köpfe nicht begraben, sondern als Trophäen verwendet worden waren. Die Verletzungen sprechen für ein äußerst gewaltsames Ende: Nachdem die Knochen im Labor gereinigt worden waren, konnten insgesamt 188 Verletzungen dokumentiert werden, die bis auf die Knochen vorgedrungen waren. Die meisten Personen hatten mehrere Schläge gegen die Halswirbelsäule, Kieferknochen und Schädel erlitten. Verletzungen der Hände, Arme und des Scheitels und der Seiten des Kopfes interpretierten die Ausgräber als Abwehrverletzungen. Im Mittel wies jeder Körper vier Verletzungen auf, die Spuren an den Knochen hinterlassen hatten und deshalb noch am Skelett erkennbar waren. Das Bild der Verletzungen deutet eher auf erlittene Misshandlungen hin; eindeutige Kampfverletzungen wurden nicht nachgewiesen. Nicht alle Personen waren in gutem körperlichen Zustand: Ein Mann muss seit seiner Kindheit an einer Osteomyelitis gelitten haben, ein anderer hatte ein deformiertes rechtes Bein infolge eines Knochenbruchs des Oberschenkels. Die Skelette wiesen keine Verletzungen auf, die von früheren Kämpfen stammen könnten.

## Historischer Kontext
Zur Hinrichtung auf Ridgeway Hill sind keine zeitgenössischen Quellen bekannt. Denkbar ist ein Zusammenhang mit der Plünderung von Portland (Dorset) 982, Wikingerüberfällen auf Dorset in den Jahren 998, 1015 und 1016, alle während der Herrschaft König Æthelreds (978–1016), oder mit dem von diesem Herrscher verantworteten St.-Brice’s-Day-Massaker (1002).
Das Grab von Ridgeway Hills gehört zur wachsenden Zahl von Grabstätten aus der mittleren und späteren angelsächsischen Epoche Englands, also der zweiten Hälfte des 7. bis zum 12. Jahrhundert, die als Grabplätze Hingerichteter erkannt werden. Reynolds (2009) beschreibt 27 Stätten, an denen hingerichtete Straftäter bestattet worden waren. Kennzeichnend hierfür sind auf dem Bauch liegend oder in anderer ungewöhnlicher Lage Bestattete, Verstümmelungen und Enthauptung, Hinweise auf eine Fesselung, überwiegend männliche Körper sowie flache, zu kleine Gräber ohne Särge oder Grabbeigaben. Gemeinsam ist diesen Stätten auch ihre Nähe zu Gebietsgrenzen, prähistorischen Bauwerken sowie Straßen und Wegführungen.